# 马迪懦
马迪懦（Tarcisio Martina，1887年9月17日—1961年）意大利印五伤司铎会会士，罗马天主教河北易县教区主教、圣座驻华公使黎培里的北平代表。
1887年9月17日，马迪懦出生于意大利东北部乌迪内省弗留利地区杰莫纳。1903年10月10日入印五伤司铎会，毕业于罗马梵蒂冈修道院，1911年8月6日晋铎。1926年1月来华传教，1929年5月25日天主教易县自治区成立，10月24日，马迪懦被任命为上司。1936年1月3日易县升为监牧区，马迪懦也升为宗座监牧。1947年，任圣座驻华公使黎培里的北京代表。
1951年5月12日，马迪懦因牵连进炮击天安门案，被北京市军管会逮捕，称其先后曾经充当为日本军队、國府國军和美国政府收集情报的间谍，包括为李安东隐藏军火武器，搜集军事情报。马迪懦被捕时，在其所住乃兹府甲六号"罗马教廷驻华公使驻北京代表"寓所内，搜出他所隐藏的迫击炮弹、步枪子弹、手枪子弹等二百五十九发，手榴弹八枚，迫击炮弹弹头和底火、兵器零件等二百七十三件，以及他为李安东、黎培里搜集的情报底稿多件。同年8月17日，马迪懦被判无期徒刑。1954年被驱逐出境。1961年11月12日去世，享年74岁。
1951年9月，炮击天安门案发生后不久，南京市军事管制委员会将圣座驻华公使黎培里驱逐出境。